# Diphasia rosacea
Diphasia rosacea is een hydroïdpoliep uit de familie Sertulariidae. De poliep komt uit het geslacht Diphasia. Diphasia rosacea werd in 1758 voor het eerst wetenschappelijk beschreven door Carl Linnaeus. 

## Beschrijving
Deze hydroïdpoliep wordt gevonden als clusters van geveerde kolonies met een meestal licht gebogen hoofdstam en met afwisselend geplaatste zijtakken. De hydrothecae zijn lang en buisvormig en zijn in tegenovergestelde paren gerangschikt. Ze zijn ongeveer 1/2 van hun lengte aan de zijtakken bevestigd. Er is een enkele operculaire flap aan de binnenrand. De gonothecae zijn relatief groot en zijn gerangschikt op korte steeltjes. De mannelijke capsule is langwerpig en loopt taps toe naar de basis. Er zijn vier dikke stekels die de mannetjes verhoogde opening omringen. De vrouwelijke gonotheca is meer eivormig van vorm en vier lange, bladachtige uitsteeksels omringen de opening. Typisch individuele bladeren zijn 40 mm lang. Dit is een van de kleinere Diphasia-soorten en moet worden vergeleken met Diphasia attenuata en Diphasia fallax.

## Verspreiding
Het verspreidingsgebied van Diphasia rosacea is zuidelijk-mediterraan, langs de Atlantische kusten van Europa doordringend tot zuidelijk Noorwegen. Deze hydroïdpoliep groeit op steile rotsachtige oppervlakken, zoals schelpen stenen, en soms op andere hydroïdpoliepen zoals de penneschaft (Tubularia indivisa). Het heeft een brede verspreiding op de Britse eilanden en is de meest voorkomende Diphasia-soort.